# Fuga de ideas
La fuga de ideas o pensamiento ideofugitivo es un trastorno de la velocidad del pensamiento caracterizado por un flujo incesante de asociaciones, de modo tal que el pensamiento cambia de tema de manera constante y sin motivo, o salta a otro contenido ante cualquier estímulo externo, sin importar su relevancia.

## Descripción
La fuga de ideas constituye el extremo de la taquipsiquia. Al aumento de la velocidad del pensamiento, se agrega una sistemática dificultad de llegar a una conclusión, causado por el hecho de que toda idea es comprometida por una nueva idea recién formada sustituyendo el objetivo del pensamiento en curso por la idea secundaria.
El paso de una idea a la siguiente ocurre a alta velocidad y generalmente antes de que el primer asunto haya terminado, pudiendo ser en medio de una frase, con lo que el discurso se hace poco o nada inteligible.
Las características más comunes son:
- Desorden y falta aparente de finalidad de los procesos intelectuales: incluso cuando hay una cierta relación entre los conceptos, el conjunto carece de sentido y de significado.
- Predominio de asociaciones disparatadas
- Distracción: Facilidad de desviarse del tema de un pensamiento bajo la influencia de los estímulos exteriores.
- Frecuente aceleración del ritmo de expresión verbal.

## Etiología
La fuga de ideas normalmente está asociada a la aceleración del pensamiento, o taquipsiquismo, estadio afectivo encontrado en la hipomanía o manía, es decir en los estados patológicamente eufóricos.

## Diagnóstico diferencial
Para el diagnóstico diferencial es relevante deslindar además este trastorno de la seudofuga de ideas, donde no hay una alteración clara de la velocidad, sino que el pensamiento se encuentra cualitativamente trastornado, lo que se manifiesta en el discurso incomprensible que más frecuentemente se encuentran en los casos de esquizofrenia.
Otros autores prefieren distinguir, en el diagnóstico diferencial, una fuga de ideas maníaca propiamente tal, donde el paciente se sale del tema con cierta intención (el sujeto maníaco quiere decir esto, pero al mismo tiempo, agregar a toda costa lo otro, aquello, y lo de más allá) de estas otras tres formas de seudofuga:
- Los trastornos de orden más bien amnésico (en que se pierde el hilo o el objetivo del discurso simplemente porque se olvida);
- Las atribuibles a fallas de comprensión por trastorno generalizado de las funciones cognitivas y disminución de inteligencia (principalmenente en la deficiencia mental); y
- Los trastornos del pensamiento que se observan en los estados premórbidos en ciertas formas de la esquizofrenia, donde la dificultad más bien es distinguir lo fundamental de lo secundario.[3]